# Овсянников, Иосиф Моисеевич
Иосиф Моисеевич Овсянников (Жигинас; 1887, Киев — 1968, Тернополь) — российский революционер. Участник гражданской войны в России и Великой Отечественной войны. Член РКП(б).

## Биография
Родился в 1887 году в Киеве. Участвовал в революционных событиях 1905 года. В 1909 году был призван на Балтийский флот, где служил на крейсере «Аврора». В годы Первой мировой войны нёс службы на плавучей мастерской «Кронштадт».
С 1917 года — участник революционных событий в Севастополе, где Иосиф Овсянников является членом Севастопольского Совета. В составе 1-го Черноморского отряда сражался на фронтах Гражданской войны. Брал участие в битвах за Белгород, Обоянь и Курск.
В 1918—1919 годах состоял в севастопольском подполье, являлся членом подпольного горкома РКП(б) и Ревкома. В конце апреля 1919 года избран депутатом Севастопольского Совета и комиссаром соцобеспечения города. С июня 1919 года — комиссар 138-го полка 3-й дивизии.
После окончания гражданской войны находился на государственной и хозяйственной работе. Во время Великой Отечественной войны являлся старшим политруком и комиссаром батальона. Получив ранение перешёл на должность заместителя начальника санитарного поезда № 193. В ноябре 1945 года был демобилизован как инвалид 2-й группы.
Скончался в 1968 году в Тернополе.